# Su Kutlu
Su Kutlu (* 1991 in Istanbul) ist eine türkische Schauspielerin.

## Leben und Karriere
Kutlu wurde 1991 in Istanbul geboren. Ihr Debüt gab sie 2012 in der Fernsehserie Hayatımın Rolü. 2013 wurde sie für die Serie Ali Ayşe'yi Seviyor gecastet. Außerdem spielte sie 2016 in dem Film Kayıp İnci mit. Von 2016 bis 2017 war sie in der Serie Seviyor Sevmiyor zu sehen. Unter anderem bekam sie 2019 in der Serie Dengi Dengine die Hauptrolle. Zwischen 2021 und 2022 trat Kutlu in Orta Kafa Aşk auf.

## Filmografie
Filme
- 2016: Kayıp İnci
- 2017: Aile Arasında
- 2021: Birlikte Öleceğiz

Serien
- 2012: Hayatımın Rolü
- 2013: Ali Ayşe'yi Seviyor
- 2013–2014: Çalıkuşu
- 2014–2015: Güzel Köylü
- 2015: Tutar mı Tutar
- 2016: Arkadaşlar İyidir
- 2016–2017: Seviyor Sevmiyor
- 2017: Söz
- 2018: Bir Mucize Olsun
- 2019: Dengi Dengine
- 2019: Tek Yürek
- 2021–2022: Orta Kafa Aşk